# Nazionale Lombardia FBC
Nazionale Lombardia FBC – włoski klub piłkarski, mający swoją siedzibę w mieście Mediolan, na północy kraju.

## Historia
Chronologia nazw:
- 1911: Circolo Sportivo San Marco
- 1912: Nazionale Foot-Ball Club
- 1912: Nazionale Lombardia Foot-Ball Club - po fuzji z AC Lombardia
- 1921: klub rozwiązano - po rozdzieleniu na dwa kluby - Sport Club Italia i US Magentina

Piłkarski klub Circolo Sportivo San Marco został założony w Mediolanie w 1911 roku. W 1912 dołączył do włoskiej federacji piłkarskiej i zmienił nazwę na Nazionale Foot-Ball Club. Potem połączył się z klubem AC Lombardia i przyjął nazwę Nazionale Lombardia Foot-Ball Club. W sezonie 1912/13 zespół zwyciężył w Promozione Lombarda i awansował do Prima Categoria. Debiutowy sezon zakończył na szóstej pozycji, a w następnym był czwartym w grupie lombardo. Po przerwie związanej z I wojną światową klub w sezonie 1919/20 ponownie startował w Prima Categoria, gdzie zajął 4.miejsce w grupie lombardo C. Sezon 1920/21 zakończył na trzeciej pozycji w grupie lombardo F. W 1921 powstał drugi związek piłkarski. C.C.I., w związku z czym mistrzostwa prowadzone osobno dla dwóch federacji. Klub również został podzielony - jedna część klubu pod nazwą Sport Club Italia startowała w rozgrywkach C.C.I., a druga część klubu pod nazwą US Magentina startowała w rozgrywkach F.I.G.C. Nazionale Lombardia FBC zaprzestał istnieć.

## Sukcesy

### Trofea międzynarodowe
Nie uczestniczył w rozgrywkach europejskich (stan na 31-12-2016).

### Trofea krajowe
| \| \| Zdobyte trofea w rozgrywkach Włoch (stan na: 31-05-2017) \| |                                                          |      |                      |
| Rozgrywki                                                         | Osiągnięcie                                              | Razy | Sezon(y)             |
| · Mistrzostwo                                                     | I miejsce                                                | 0    |                      |
| · Mistrzostwo                                                     | II miejsce                                               | 0    |                      |
| · Mistrzostwo                                                     | III miejsce                                              | 0    |                      |
| · Mistrzostwo                                                     | 3.miejsce                                                | 1    | 1920/21 (lombardo F) |
| · Puchar                                                          | zdobywca                                                 | 0    |                      |
| · Puchar                                                          | finalista                                                | 0    |                      |
| II liga                                                           | I miejsce                                                | 1    | 1912/13 (lombarda)   |
| II liga                                                           | II miejsce                                               | 0    |                      |
| II liga                                                           | III miejsce                                              | 0    |                      |
| Włochy                                                            | Zdobyte trofea w rozgrywkach Włoch (stan na: 31-05-2017) |      |                      |

## Stadion
Klub rozgrywał swoje mecze domowe na boisku piłkarskim Campo "Maddalena" (przy skrzyżowaniu ulic Via Baggina, Via Trivulzio) w Mediolanie.